# 潜江站
潜江站，位于中华人民共和国湖北省潜江市杨市街道，是汉宜铁路上的高铁站，距潜江市中心约4公里，2012年7月1日随汉宜铁路正式开通同时投入使用。车站等级为二等站，由武汉局集团汉口车站管辖，业务性质为客货运站，主要办理汉宜线动车组、旅客（货物）列车通过、到发作业。

## 车站结构

### 站房
潜江站站房为“线侧下式”，主体为1层，两侧局部为2层，总建筑面积3992㎡，售票厅152㎡（7个售票窗口，1个公安制证窗口），候车室1098㎡，贵宾室64㎡，商业区域239㎡，钢结构无柱雨棚面积22263㎡。
潜江站广场附近设有停车场、公交站 （页面存档备份，存于）、出租汽车站等便民服务设施，多趟城市公交、城乡公交线路均在潜江站设站，方便了潜江市民出行。

### 站线配置

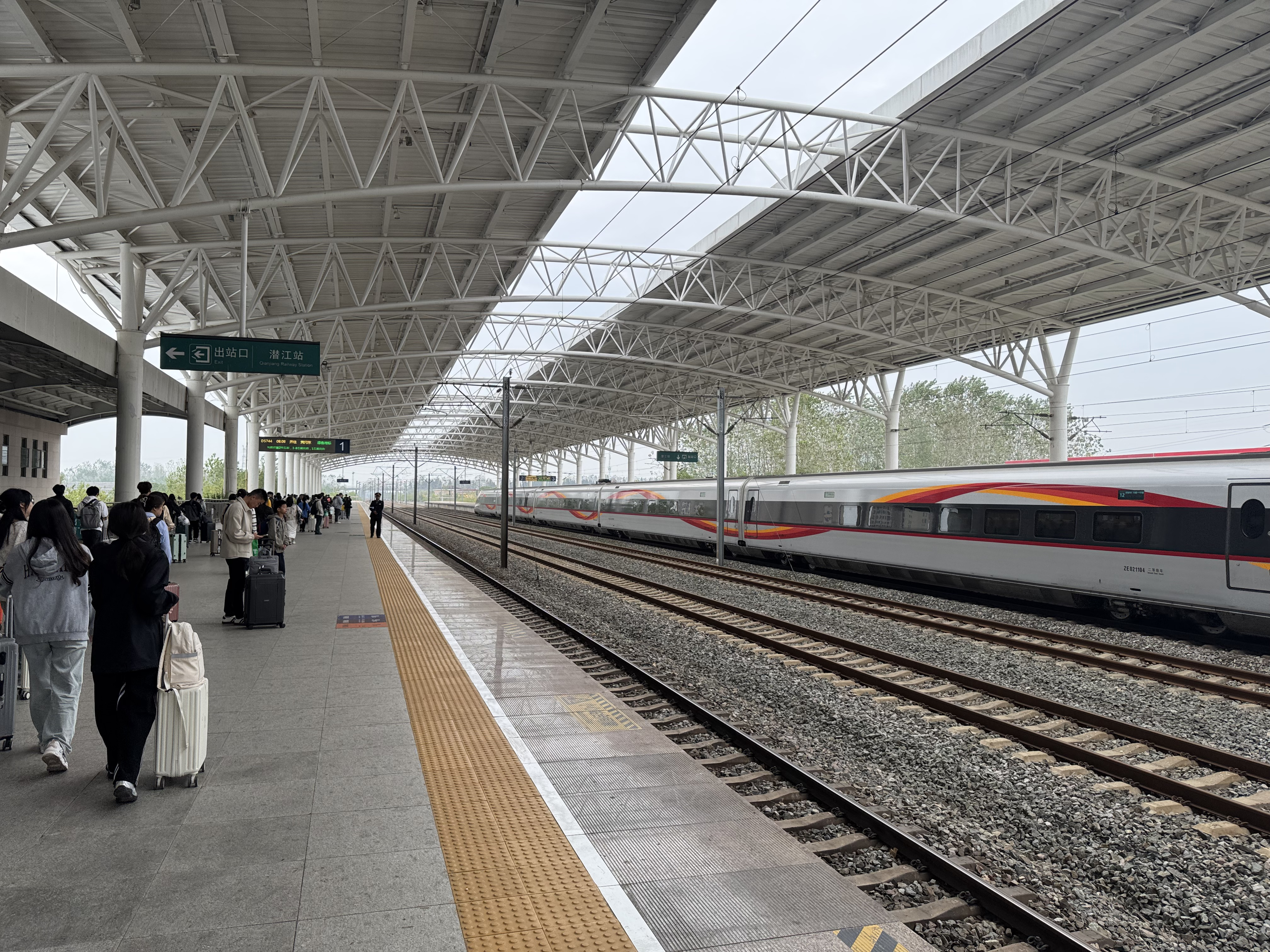
潜江站1站台，面朝上行(东)方向拍摄

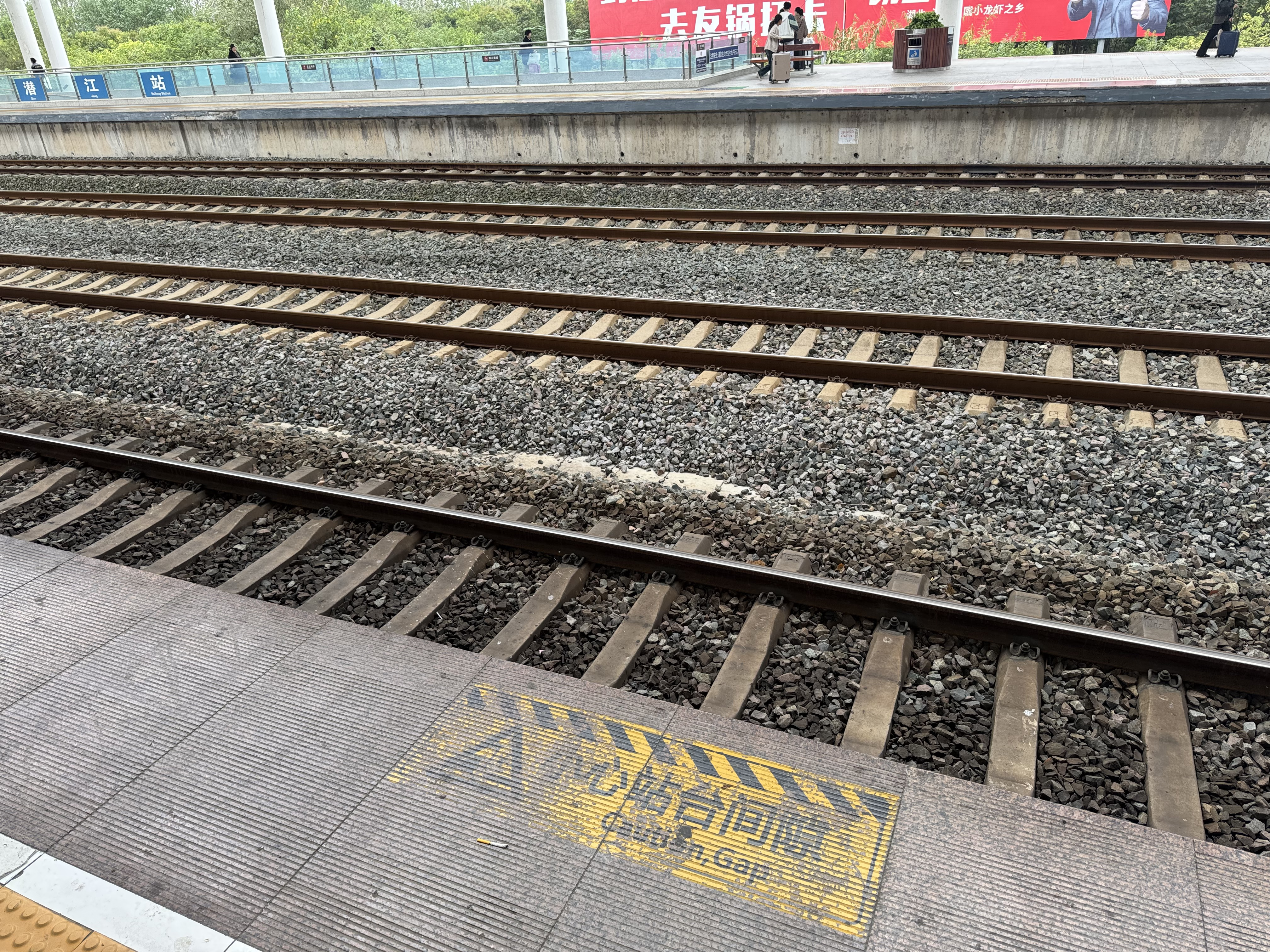
潜江站铁轨，站在1站台拍摄

潜江站设有股道5条（正线2条，到发线3条），设有长度均为550m的基本站台（宽10m）和中间站台（宽10.5m）各1座，以及宽度为8m的进出站共用地道1座。
| 北↑   |                                | 潜江站站房           |  |
|       | 侧式，1站台                    |                      |  |
|       |                                | 到发线               |  |
|       |                                | 汉宜铁路 上行正线    |  |
|       |                                | 汉宜铁路 下行正线    |  |
|       |                                | 到发线               |  |
|       | 岛式， \| 2站台 \| \| 3站台 \| |                      |  |
|       |                                | 到发线               |  |
| 南↓   |                                | （机走线等非办客线） |  |
| 2站台 |                                |                      |  |
| 3站台 |                                |                      |  |

## 车站周边
- 沪渝高速公路
- 潜江龙虾城
- 潜江森林公园
- 潜江紫月湖公园

## 潜江站境内路基沉降事件
2012年，随着汉宜铁路的通车，汉宜铁路沉降事件受到广泛关注。
沉降路段位于潜江市浩口镇境内。据相关报道称，当时，因时任铁道部部长盛光祖要求控制汉宜铁路“桥隧比”以及缩减开支，最终将部分高架桥改成路基路面，但并未考虑到江汉平原腹地部分路段软基土层较厚而可能导致的沉降问题，最终引起了汉宜铁路潜江段路基沉降事件。

## 相关链接
- 中国铁路客户服务中心 （页面存档备份，存于）